# Meyronne
Meyronne är en kommun i departementet Lot i regionen Occitanien i södra Frankrike. Kommunen ligger i kantonen Souillac som tillhör arrondissementet Gourdon. År 2022 hade Meyronne 264 invånare.

## Befolkningsutveckling
Antalet invånare i kommunen Meyronne
| Referens: INSEE |